# Джефферсон, Х. Н.
Х. Н. Джефферсон (англ. H. N. Jefferson) — британский яхтсмен, чемпион летних Олимпийских игр 1900.
На Играх вместе с Говардом Тейлором и Эдвардом Хором на яхте Bona Fide соревновался в классе яхт водоизмещением 3—10 тонн. Его команда стала первой, выиграв золотые медали.